# Omnibus (periodico 1833)
Omnibus è stata una rivista fondata a Napoli nel 1833. Tra i primi e più longevi periodici sorti nel Regno delle Due Sicilie, le sue pubblicazioni si prolungarono oltre l'Unità d'Italia, fino al 1882.

## Storia

### Rivista letteraria
La rivista fu fondata da un gruppo di giornalisti e scrittori, tra i quali Vincenzo Torelli e Pier Angelo Fiorentino.
Successivamente alla scomparsa di Vincenzo Torelli, che ne fu proprietario e direttore, il periodico fu diretto dal figlio Cesare, il quale fu affiancato per diverso tempo dal fratello Achille, noto drammaturgo.
Tra i numerosi intellettuali, non solo napoletani, di cui pubblicò articoli, lettere, novelle e scritti in genere, figurarono Ugo Foscolo, Pietro Giordani, Ferdinando Petruccelli della Gattina, Antonio Tari, Luigi Blanch, Pasquale Stanislao Mancini e Pasquale Galluppi. 
Omnibus s'interessò anche di teatro e di musica, pubblicando recensioni di opere di Giuseppe Verdi e Gioachino Rossini, con i quali Vincenzo Torelli - che negli anni cinquanta fu anche impresario dei teatri di Napoli - ebbe varia corrispondenza.
Dal 1838 gli si affiancò un altro periodico, l'Omnibus pittoresco, una sorta di enciclopedia a carattere letterario e artistico, che presentava numerose illustrazioni ritenute, per quei tempi, «assai buone».

### Giornale politico
Nel 1863 Omnibus mutò da rivista letteraria a giornale politico.